# Vincent Touzet
Vincent Touzet (Francia) es un flautista francés radicado en México.

## Trayectoria
Inició sus estudios de flauta transversa en Francia en el Conservatorio de Boulogne-Billancourt bajo la guía de Céline Nessi y de traverso barroco con Hélène d’Yvoire y Jean-Christophe Frisch. Posteriormente continuó sus estudios de traverso en el Conservatorio Real de Bruselas bajo la guía de Barthold Kuijken con quien obtuvo su maestría.
A su vez, también realizó estudios de pedagogía.(Diplome d'Etat, Francia)
Ganador del primer premio del Concurso  Internacional de ¨National Flute Association¨ en Phoenix, con el apoyo del Ministerio de Relaciones Extranjeras en Francia.
Fundó en Francia el ensamble ¨Clérambault¨ junto al violinista francés Oliver Briand y la clavecinista mexicana Norma García, con el cual grabó música de cámara de Elizabeth Jacquet de la Guerre para la disquera Urtext.
También es cofundador de la orquesta barroca ¨La Parténope¨ con quien realizó una gira artística en Francia bajo el auspicio del Fondo Nacional para la Cultura y las Artes durante la emisión del programa ¨Rutas escénicas¨.
Es miembro de la orquesta ¨Capella Puebla¨, dirección Horacio Franco y de la orquesta Novum Antigua Música, dirección Raúl Moncada. Asimismo, es parte del Trío Barroco, con Raúl Moncada, clavecín y Magali Gasca, oboe barroco.
Formó parte del ensamble francés ¨Concert Spirituel” con quienes grabó los "Six Concertos à cinq flûtes" de J.B.de Boismortier para Naxos Records (premio Choc de la Musique).
Como solista, ha sido invitado a estrenar obras en Radio France, en el Grupo de Investigación Musical de París También ha sido invitado a participar en el festival "Callejón del Ruido" en Guanajuato. Posteriormente, grabó para Urtext (disquera) la obra para flauta sola "Reflejos" de la compositora Rosa Guraieb. 
Es catedrático de flauta transversa y traverso barroco en la Escuela Superior de Música del INBA en México, así como en la Facultad de Música de la UNAM y catedrático de música antigua en el Conservatorio Nacional de Música de México. Es profesor de traverso en la Academia de Música Antigua (AMA) - UNAM.

## Discografía
- "Regards", ensamble Tempus Fugit, Quendicim Records (disquera).
- "Concerti", J.F.Fasch , Accent (disquera).
- "Reflejos", Rosa Guraieb, Urtext.
- "Six Concertos à cinq flûtes", J.B.de Boismortier, Naxos Records.
- Música de cámara de Elizabeth Jacquet de la Guerre, Urtext.
- Leçons de Ténèbres, M.A. Charpentier, Le Concert Spirituel, Glossa